# 소닉 러시 어드벤처
소닉 러시 어드벤처(Sonic Rush Adventure, ソニック ラッシュアドベンチャー)는 닌텐도 DS로 나온 2007년 소닉 더 헤지호그 플랫폼 게임이다. 이 게임은 소닉 팀이 개발하고 세가가 출시하였으며, 닌텐도 와이파이 커넥션으로 연결시킬 수 있다.
소닉 러시의 후속작으로 전작에서 여러 추가 요소를 추가하여 좋은 평가를 받았으나 넥스트 제네레이션 실패의 후폭풍으로 인해 흥행하지 못했다.